# Julia Gavrilova
Julia Petrovna Gavrilova (ryska: Юлия Петровна Гаврилова), född den 20 juli 1989 i Novosibirsk i Sovjetunionen, är en rysk fäktare. 
Vid olympiska sommarspelen 2016 i Rio de Janeiro tog hon en guldmedalj i lagtävlingen i sabel. Gavrilova har även tagit ett individuellt brons vid VM 2011 i Catania där hon också tog ett av sina totalt fyra VM-guld med det ryska laget.